# Peder Krabbe Gaarder
Peder Krabbe Gaarder, född 1814, död 1883, var en norsk jurist och statsrättslig författare.
Gaarder var från 1847 overretsprokurator och 1851-83 statsrevisor. Gaarders utgåva av Fortolkning over grundloven 1845 väckte stor uppmärksamhet såsom ett konsekvent hävdande av folksuveränitetens princip; i synnerhet angrep han den gängse tolkningen av den kungliga sanktionsrätten och statsrådets ansvarighet. Skrifter framkallade en livlig polemik. Föga uppskattad av sin egen tid, förebådade Gaarders verksamhet venstrepartiets kamp emot kungamakten fram till riksrätten 1883-84.